# 上前津
上前津（かみまえづ）は、愛知県名古屋市中区の地名。現行行政地名は上前津一丁目および上前津二丁目。住居表示実施。

## 地理
名古屋市中区南部に位置する。東は千代田三丁目、西は門前町、南は橘一丁目・富士見町、北は大須三丁目および大須四丁目に接する。

### 河川
- 新堀川 - 記念橋[2]

## 歴史

### 町名の由来
愛知郡前津小林村から分離成立した上前津町を前身とする。かつて新堀川が当地まで伸びる入り海であり、船着場があったことから「まへ津」と称していたことによる。鶴が多くいたことからついた舞鶴が「まへつ」と転じたことに由来するともいう。
地名は戦国期には既に見え、『信雄分限帳』には「前津小林　するかなハ　土方彦左衛門」とあり天正年間には土方彦左衛門という人物の知行地となっていた。

### 行政区画の変遷
- 1708年（宝永5年） - 前津小林村が前津村と小林村に分かれる。しかし再び合わさって前津小林村となる。
- 1871年（明治4年） - 前津小林村内の旧前津村と長道筋を合わせて、上前津町が成立する[4]。
- 1878年（明治11年）12月28日 - 前津小林村の上前津町が、名古屋区上前津町として分離成立[1]。同時に上前津町から三輪町、小林町、春日町、不二見町が分離[4]。
- 1889年（明治22年）10月1日 - 名古屋市成立に伴い、同市上前津町となる[1]。
- 1908年（明治41年）4月1日 - 中区成立に伴い、同区上前津町となる[1]。
- 1909年（明治42年）10月1日 - 一部が大池町に編入される[5]。
- 1936年（昭和11年）1月1日 - 一部が岩井通に編入される[5]。
- 1938年（昭和13年）3月15日 - 一部が南大津通に編入される[5]。
- 1969年（昭和44年）10月21日 - 一部が大須三丁目および大須四丁目に編入される[5]。
- 1974年（昭和49年）5月11日 - 中区裏門前町・飴屋町・岩井通・春日町・上前津町・東橘町・門前町の各一部により同区上前津一丁目が、西川端町・飴屋町・岩井通・大池町・春日町・上前津町・不二見町の各一部により同区上前津二丁目が成立する[1]。

### 字一覧
1932年（昭和7年）愛知県教育会発行『明治十五年愛知県郡町村字名調』による名古屋区上前津町の字。
- 舞鶴（まいつる）[6]
- 隠里（かくれざと）[6]

## 世帯数と人口
2020年（令和2年）10月1日現在の世帯数と人口は以下の通りである。
| 丁目         | 世帯数    | 女性人口 | 男性人口 | 人口    |
| ------------ | --------- | -------- | -------- | ------- |
| 上前津一丁目 | 786世帯   | 613人    | 562人    | 1,175人 |
| 上前津二丁目 | 1,602世帯 | 1,280人  | 1245人   | 2,525人 |
| 計           | 2,388世帯 | 1893人   | 1807人   | 3,700人 |

## 学区
市立小・中学校に通う場合、学校等は以下の通りとなる。また、公立高等学校に通う場合の学区は以下の通りとなる。なお、小学校は学校選択制度を導入しておらず、番毎で各学校に指定されている。
| 丁目         | 小学校                                  | 中学校                 | 高等学校 |
| ------------ | --------------------------------------- | ---------------------- | -------- |
| 上前津一丁目 | 名古屋市立松原小学校 名古屋市立橘小学校 | 名古屋市立伊勢山中学校 | 尾張学区 |
| 上前津二丁目 | 名古屋市立橘小学校                      | 名古屋市立伊勢山中学校 | 尾張学区 |

## 交通
- 大須通
- 大津通[2]
- 前津通[2]
- 名古屋市営地下鉄名城線・鶴舞線 上前津駅

## 施設
- 曹洞宗金仙寺[2]
- 竜雲寺[2]
- 功徳院[2]
- 日蓮宗首題寺[2]
- 岡崎信用金庫上前津支店[2]

1966年（昭和41年）7月1日、大成信用組合の事業を継承し、岡崎信用金庫上前津支店とした。1970年（昭和45年）3月31日には同店舗の土地建物を取得。
- 名古屋YMCA[2]

## 人物
- 横井也有
1754年（宝暦4年）から「知雨亭」と称する隠居所に住んだという[3]。

## その他

### 日本郵便
- 郵便番号 : 460-0013[WEB 7]（集配局：名古屋中郵便局[WEB 8]）。

### WEB
1. ↑  “愛知県名古屋市中区の町丁・字一覧”.   人口統計ラボ. 2019年2月27日閲覧。
2. ↑  “町・丁目(大字)別、年齢(10歳階級)別公簿人口(全市・区別)”.   名古屋市 (2019年2月20日). 2019年2月20日閲覧。
3. ↑  “市外局番の一覧”.   総務省. 2019年1月6日閲覧。
4. 1 2  名古屋市役所市民経済局地域振興部住民課町名表示係 (2015年10月21日). “中区の町名一覧”.   名古屋市. 2017年4月7日閲覧。
5. ↑  “市立小・中学校の通学区域一覧”.   名古屋市 (2018年11月10日). 2019年1月14日閲覧。
6. ↑  “平成29年度以降の愛知県公立高等学校（全日制課程）入学者選抜における通学区域並びに群及びグループ分け案について”.   愛知県教育委員会 (2015年2月16日). 2019年1月14日閲覧。
7. ↑  “愛知県 名古屋市中区 上前津の郵便番号”. 日本郵便. 2025年5月13日閲覧。
8. ↑  郵便番号簿 平成29年度版 - 日本郵便. 2019年02月26日閲覧 (PDF)

### 書籍
1. 1 2 3 4 5  名古屋市計画局 1992, p. 789.
2. 1 2 3 4 5 6 7 8 9 10 11  「角川日本地名大辞典」編纂委員会 1989, p. 1479.
3. 1 2  名古屋市計画局 1992, p. 299.
4. 1 2  山田秋衛 1978, p. 7.
5. 1 2 3 4  福岡清彦 1976, p. 16.
6. 1 2  名古屋市計画局 1992, p. 916.
7. 1 2  岡崎信用金庫五十年史編纂委員会 1976, p. 581.